# 츠치야 케이스케
츠치야 케이스케(일본어: 土屋 圭輔, 1972년 12월 27일 ~ )는 일본의 배우이다.

## 출연작

### TV 드라마
- 1993년 ~ 1994년 오성전대 다이레인저 - 천시성 카즈 역